# Abacetus amplicollis
Abacetus amplicollis là một loài bọ chân chạy thuộc phân họ Pterostichinae. Loài này được Henry Walter Bates mô tả lần đầu năm 1890 và được tìm thấy ở Ấn Độ và Myanmar.